# وینتر گاردن (فلوریدا)
وینتر گاردن (به انگلیسی: Winter Garden) شهری در شهرستان اورنج ایالت فلوریدا است که در سال ۱۹۰۳ بنیان‌گذاری شده‌است. این شهر طبق سرشماری سال ۲۰۱۰ میلادی، ۳۴٬۵۶۸ نفر جمعیت داشته و مساحت آن نیز ۴۴٫۰ کیلومتر مربع است.